# Линија 2 (Атински метро)
Линија 2 атинског метроа иде у потпуности подземно од Anthoupoli на северозападу до Elliniko на југу, преко Синтагме. Први пут је отворен 28. јануара 2000, са линијом Линијом 3.
Линија 2 је 6. априла 2013. продужена до Антуполија на северозападу,  и 26. јула 2013. до Елиника на југу. 

## Историја
Линија 2 је једна од две модерне линије метроа, заједно са Линијом 3 које су изграђене да би се смањила гужва у саобраћају у градском подручју Атине. Обе линије су отворене 28. јануара 2000., а Линија 2 је првобитно саобраћала између Сеполије и Синтагме: почетна деоница линије 2 укључивала је размену са услугама Хеллениц Траин-а (која је тада директно управљала Организација Хеллениц Раилваис ) на станици Лариса, две петље са линијом 1 на Attiki и Omonia, и једна размена са линијом 3 на Синтагми. 
Прво проширење линије 2, између Синтагме и Dafni, отворено је 15. новембра 2000. 

## Будућа проширења
Према плану развоја метроа у Атини из септембра 2022., Elliniko Metro (који развија и гради проширења метроа) истражује проширења на оба краја Линије 2.  Оба проширења су се први пут појавила у Суфлијасовом плану у априлу 2009., који је предвиђао проширење линије 2 до Zefyri на северу и Глифаде на југу. 

### Северно проширење
Прва фаза северног проширења линије ће ићи од Anthoupoli до Агиос Николаоса и биће завршена 2031., са међустаницама у Палатиани и Илиону (за Линију 4): потенцијална друга фаза може се састојати од линије од Агиос Николаоса до Ацхарнеса, са међустаницама у Каматеру и Zefyri.  

### Јужно проширење
Јужно проширење линије ће ићи од Elliniko до Глифаде, са међустаницама у Ано Глифади и Григорију Лампракију.  

## Станице
Називи станица на овој табели, на енглеском и грчком језику, написани су према ознакама. Све станице на линији 2, осим Агиос Димитриос, имају два колосека и два бочна перона : Агиос Димитриос има острвску платформу. 
| † | Терминална станица |
| # | Трансфер станица   |

| Станица српски | Станица грчки                         | Слика | Општина                           | Датум отварања     | Координате                                                |
| -------------- | ------------------------------------- | ----- | --------------------------------- | ------------------ | --------------------------------------------------------- |
| Антуполи†      | Ανθούπολη                             |       | Перистери                         | 6. април 2013.     | 38° 01′ 01″ С; 23° 41′ 28″ И / 38.016980° С; 23.690985° И |
| Перистери      | Περιστέρι                             |       | Перистери                         | 6. април 2013.     | 38° 00′ 46″ С; 23° 41′ 45″ И / 38.012785° С; 23.695845° И |
| Ајос Антониос  | Άγιος Αντώνιος                        |       | Перистери                         | 9. август 2004.    | 38° 00′ 22″ С; 23° 41′ 58″ И / 38.006200° С; 23.699565° И |
| Сеполиа        | Σεπόλια                               |       | Athens                            | 28 јануар 2000.    | 38° 00′ 10″ С; 23° 42′ 49″ И / 38.002675° С; 23.713540° И |
| Атики#         | Αττική                                |       | Athens                            | 28 јануар 2000.    | 37° 59′ 57″ С; 23° 43′ 20″ И / 37.999230° С; 23.722350° И |
| Лариса#        | Σταθμός Λαρίσης                       |       | Athens                            | 28 јануар 2000.    | 37° 59′ 32″ С; 23° 43′ 16″ И / 37.992140° С; 23.721200° И |
|                | Μεταξουργείο                          |       | Athens                            | 28 јануар 2000.    | 37° 59′ 12″ С; 23° 43′ 15″ И / 37.986770° С; 23.720710° И |
| Омонија        | Ομόνοια                               |       | Athens                            | 28 јануар 2000.    | 37° 59′ 03″ С; 23° 43′ 41″ И / 37.984030° С; 23.727970° И |
|                | Πανεπιστήμιο                          |       | Athens                            | 28 јануар 2000.    | 37° 58′ 49″ С; 23° 43′ 59″ И / 37.980235° С; 23.732985° И |
| Синтагма       | Σύνταγμα                              |       | Athens                            | 28 јануар 2000.    | 37° 58′ 29″ С; 23° 44′ 08″ И / 37.974790° С; 23.735535° И |
|                | Ακρόπολη                              |       | Athens                            | 15. новембар 2000. | 37° 58′ 07″ С; 23° 43′ 46″ И / 37.968675° С; 23.729410° И |
|                | Συγγρού–Φίξ                           |       | Athens                            | 15. новембар 2000. | 37° 57′ 51″ С; 23° 43′ 35″ И / 37.964245° С; 23.726410° И |
|                | Νέος Κόσμος                           |       | Athens                            | 15. новембар 2000. | 37° 57′ 28″ С; 23° 43′ 42″ И / 37.957655° С; 23.728335° И |
|                | Άγιος Ιωάννης                         |       | Athens                            | 15. новембар 2000. | 37° 57′ 23″ С; 23° 44′ 04″ И / 37.956315° С; 23.734575° И |
|                | Δάφνη                                 |       | - Agios Dimitrios - Dafni-Ymittos | 15. новембар 2000. | 37° 56′ 57″ С; 23° 44′ 14″ И / 37.949160° С; 23.737245° И |
|                | Άγιος Δημήτριος Αλέξανδρος Παναγούλης |       | - Agios Dimitrios - Dafni-Ymittos | 5. јун 2004.       | 37° 56′ 25″ С; 23° 44′ 26″ И / 37.940150° С; 23.740645° И |
|                | Ηλιούπολη Γρηγόρης Λαμπράκης          |       | - Agios Dimitrios - Dafni-Ymittos | 26 јул 2013.       | 37° 55′ 45″ С; 23° 44′ 41″ И / 37.929260° С; 23.744715° И |
|                | Άλιμος                                |       | Alimos                            | 26 јул 2013.       | 37° 55′ 05″ С; 23° 44′ 39″ И / 37.918160° С; 23.744060° И |
|                | Αργυρούπολη                           |       | Elliniko-Argyroupoli              | 26 јул 2013.       | 37° 54′ 09″ С; 23° 44′ 44″ И / 37.902575° С; 23.745540° И |
| Елинико        | Ελληνικό                              |       | Elliniko-Argyroupoli              | 26 јул 2013.       | 37° 53′ 34″ С; 23° 44′ 49″ И / 37.892715° С; 23.747035° И |